# Mário David
Pour les articles homonymes, voir Mario David et David.
Mário Henrique de Almeida Santos David, né le 20 août 1953 dans la province de Lunda-Nord en Angola colonial), est une personnalité politique portugaise, vice-président du Parti populaire européen. Il fait partie en 2004-2005 du XVIe gouvernement constitutionnel portugais comme secrétaire d'État aux Affaires européennes.